# 85197 Ґінкґо
85197 Ґінкґо (85197 Ginkgo) — астероїд головного поясу, відкритий 5 жовтня 1991 року.
Тіссеранів параметр щодо Юпітера — 3,655.